# Катя Еббінгаус
Катя Еббінгаус (нім. Katja Ebbinghaus; нар. 1 червня 1948) — колишня німецька тенісистка.
Здобула 3 парні титули.
Найвищим досягненням на турнірах Великого шолома був фінал в парному розряді.

## Фінали Туру WTA

### Парний розряд:3 поразки
| Легенда                       |   |
| Великий шлем                  | 0 |
| Турніри I-ї категорії         | 0 |
| Турніри II-ї категорії        | 0 |
| Турніри III-ї категорії       | 0 |
| Турніри IV-ї та V-ї категорій | 0 |

| Титули за покриттям |   |
| Тверде              | 0 |
| Ґрунт               | 0 |
| Трава               | 0 |
| Килим               | 0 |

| Результат | W/L | Дата     | Турнір                               | Покриття | Партнерка       | Суперниці                     | Рахунок       |
| --------- | --- | -------- | ------------------------------------ | -------- | --------------- | ----------------------------- | ------------- |
| Поразка   | 0–1 | Чер 1974 | Відкритий чемпіонат Франції з тенісу | Ґрунт    | Гейл Шанфро     | Кріс Еверт Ольга Морозова     | 4–6, 6–2, 1–6 |
| Поразка   | 0–2 | Тра 1978 | German Open                          | Ґрунт    | Гельга Мастгофф | Міма Яушовець Вірджинія Рузіч | 4–6, 7–5, 0–6 |
| Поразка   | 0–3 | Лис 1978 | Christchurch, Нова Зеландія          | Трава    | Сільвія Ганіка  | Леслі Гант Шерон Волш         | 1–6, 5–7      |